# Châtenois, Bas-Rhin
Châtenois (tyska: Kestenholz) är en kommun i departementet Bas-Rhin i regionen Grand Est (tidigare regionen Alsace) i nordöstra Frankrike. Kommunen ligger i kantonen Sélestat som tillhör arrondissementet Sélestat-Erstein. År 2022 hade Châtenois 4 265 invånare.

## Befolkningsutveckling
Antalet invånare i kommunen Châtenois
| Referens: INSEE |